# Nicolae Titulescu

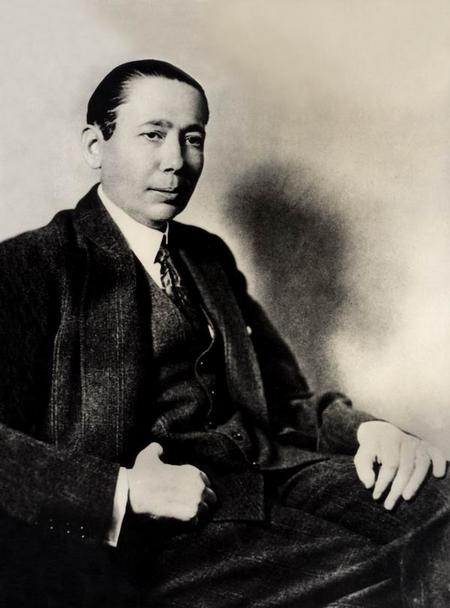
Nicolae Titulescu ca. 1930

Nicolae Titulescu (* 4. März 1882 in Craiova; † 17. März 1941 in Cannes) war ein rumänischer Diplomat, zu verschiedenen Zeitpunkten Finanzminister und  Außenminister, außerdem für zwei Amtszeiten Präsident der Generalversammlung des Völkerbundes (1930–1932).

## Leben
Nicolae Titulescu wurde in Craiova als Sohn eines Anwalts geboren. Er verbrachte seine Kindheit auf dem Gut seines Vaters in Titulești, Kreis Olt. Nach seinem Abschluss mit Auszeichnung im Jahr 1900 an der Carol I Schule in Craiova studierte er bis 1904 Rechtswissenschaften in Paris. 1905 kehrte er nach Rumänien zurück und wurde Anwalt. Später promovierte er in Paris mit der Dissertation Essai sur une théorie des droits éventuels und war Professor für Rechtswissenschaften an der Universität Iași

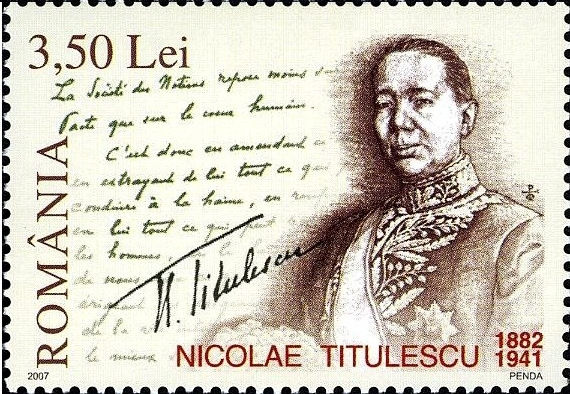
Nicolae Titulescu 1882–1941. Rumänische Briefmarke, 2007

1907 zog er nach Bukarest. 1912 wurde er zum Parlamentsabgeordneten gewählt. Er wurde 1917 Finanzminister der Regierung mit Sitz in Iaşi und war an der Aushandlung des Vertrags von Trianon in Paris beteiligt. 1920–1921 war er unter Alexandru Averescu erneut Finanzminister. 1922 wurde er Botschafter Rumäniens in London. Im Oktober 1932 wurde er Außenminister.
Titulescu setzte sich 1935 für eine Verbesserung der zwischenstaatlichen Beziehungen zur Sowjetunion ein. Die europäische Sicherheitsarchitektur angesichts Deutschlands sollte ihm zufolge auf der Sowjetunion und Frankreich basieren. Dabei kam es zu einer Entspannung mit Russland in der Frage von Bessarabien, das Rumänien beanspruchte. Titulescu strebte ein Abkommen für gegenseitigen militärischen Beistand mit der Sowjetunion an. Ein erster Schritt dazu war die Öffnung der Dnestr-Grenze mit der Aufnahme des Eisenbahnverkehrs am 18. Oktober 1935.
König Carol II. machte diesen Kurs nur widerwillig mit und als sich Titulescu nach der Rheinlandbesetzung dafür einsetzte, dass die Sowjetunion ihre militärischen Beistandsverpflichtungen aus dem Beistandsvertrag zwischen der UdSSR und der ČSR erfüllen könne, wurde er am 30. August 1936 auf Betreiben von Gheorghe Tătărescu entlassen. Als Carol II. im Februar 1938 eine Diktatur errichtete, ging Titulescu nach Frankreich ins Exil.